# 楓樹嶺
楓樹嶺（英語：Maple Ridge）是一座位於加拿大卑詩省大溫哥華地區東端的城市，位於弗雷泽河北岸，西鄰匹特草原，東接米遜，北臨菲沙河谷區域局的己選區，南面則隔菲沙河與蘭里區和亞博斯福相望。據2016年人口普查，楓樹嶺約有82,256名居民。

## 歷史
楓樹嶺一帶為卡茲原住民族（Katzie）和昆特侖原住民族（Kwantlen）的傳統居處，當地的哈爾魁梅林語名稱「Z'wa?acstan」意為「金鷹所在之處」。歐裔和其他族裔居民從1850年代起到此定居，而楓樹嶺則於1874年9月12日設立地方行政架構，其管轄範圍亦包括匹特草原。然而，匹特草原的居民卻於1892年申請脫離楓樹嶺並恢復成一個非建制地區。
卑詩省政府於1967年設立區域局此行政等級，並將楓樹嶺劃歸杜德尼-阿魯艾特區域局（Dewdney-Alouette Regional District）。該區域局於1995年解散後，楓樹嶺連同匹特草原改歸大溫哥華區域局。2014年9月12日，楓樹嶺獲省府授權改設為市；當日正值楓樹嶺設立建制140週年。

## 交通

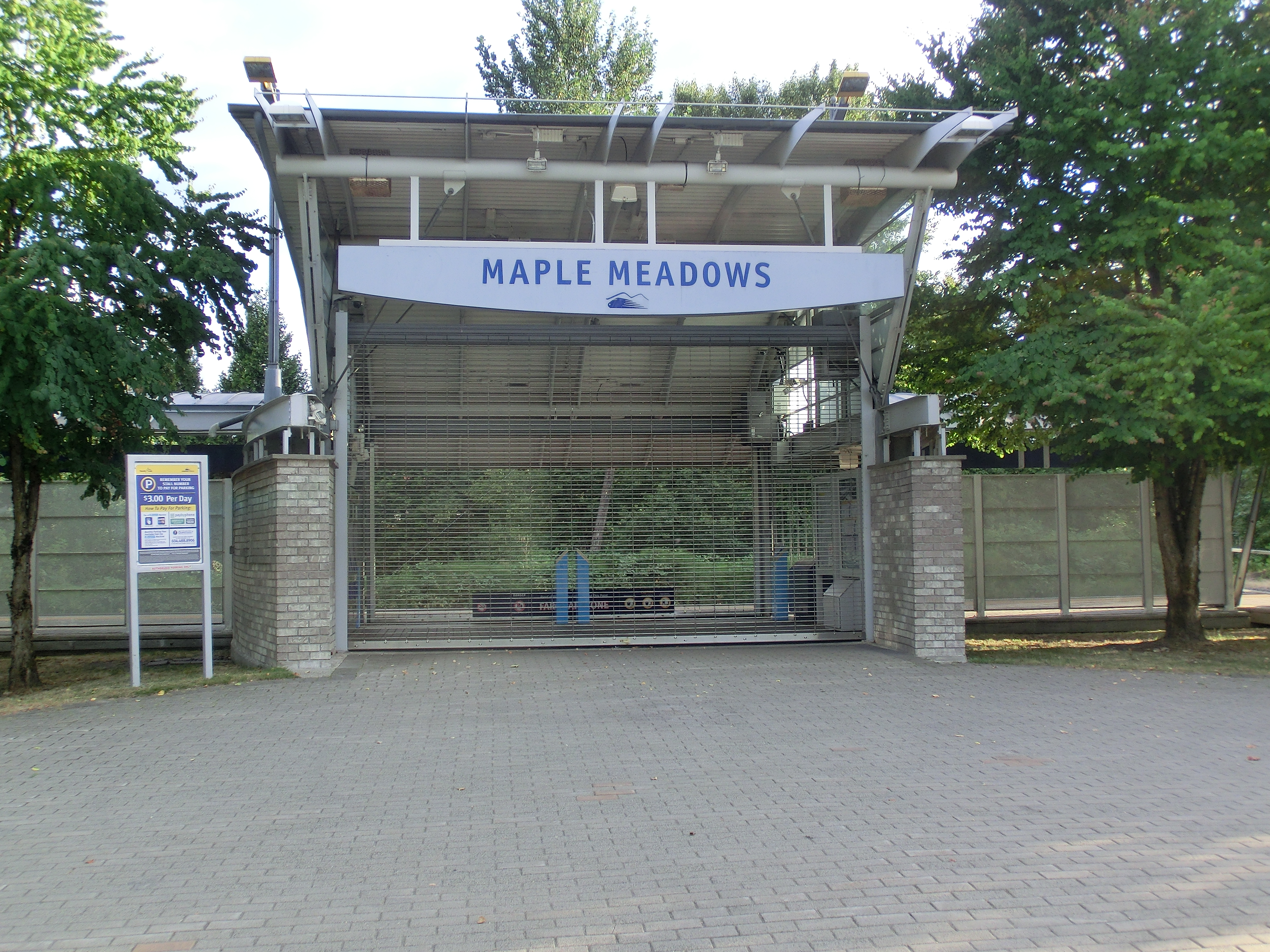
西岸快車楓樹草原站

楓樹嶺的公共交通服務是由運輸聯線提供。連接溫哥華市中心和米遜的西岸快車通勤鐵路於楓樹嶺設有兩個車站，分別為楓樹草原站和哈尼港站，而市内亦有多條公車綫。
市内的主要幹道為卑詩省7號公路（又稱洛歇公路），向西通往匹特草原，向東通往米遜。金穗大橋則橫跨菲沙河，通往素里和蘭里區。

## 教育
楓樹嶺的公校是由42號校區管理。市内的公立教育設施包括18間小學、5間中學、1間成人教育中心以及1間社區學院。42號校區亦同時管理匹特草原的公校。

## 外部連結
- 楓樹嶺官方網頁 （页面存档备份，存于）